# Radočaj Brodski
Radočaj Brodski est une localité de Croatie située dans la municipalité de Delnice, dans le comitat de Primorje-Gorski Kotar. En 2001, la localité comptait 49 habitants.

## Démographie
| 1948 | 1953 | 1961 | 1971 | 1981 | 1991 | 2001 |
| ---- | ---- | ---- | ---- | ---- | ---- | ---- |
| 77   | 88   | 55   | 68   | 58   | 47   | 49   |